# 西薗大実
西薗 大実（にしぞの ひろみ、1956年8月 - ）は、日本の栄養学者・教育学者。群馬大学教育学部学校教育教員養成講座家政専攻教授。専門は環境学・生活科学。

## 来歴・人物
- 1956年8月　東京都にて出生。
- 1982年3月　東京理科大学薬学部薬学科卒業
- 1982年 - 1984年　株式会社アドバンス開発部員
- 1989年3月　東京理科大学大学院薬学研究科薬学科修了　（薬学博士）
- 1989年 - 1994年　桐生短期大学食物科講師
- 1994年 - 1996年　高崎芸術短期大学非常勤講師
- 1996年 - 2007年　群馬大学教育学部家政専攻助教授
- 2007年 - 2009年　群馬大学教育学部家政専攻准教授に改称
- 2009年 -　　　　     　群馬大学教育学部家政専攻教授[1]

現在は群馬大学教育学部学校教育講座家政専攻教授。群馬大学教育学部附属中学校校長。主に環境学の講義を開き、学外では出張公演や出前授業をしている。ストップフロン・全国連絡会代表。趣味はサイクリング。

## 専門分野
地球環境学・食物栄養学（紫外線・フロン）
- 日常生活における紫外線被暴量の研究（紫外線のB領域、地球温暖化）
- 種々の食品における加熱殺菌効果の研究 （主に食品の加熱殺菌）

## 著書・論文

### 著書
- 『脱フロンへの道』（石井史と共著） （学陽書房、1994年）
- 『ストップ・フロン 地球温暖化を防ぐ道』 （コモンズ、1997年）
- 『環境問題資料集成　第2巻　地球環境問題への分野別取組み　第２章　オゾン層破壊』 （旬報社、2002年）
- 『平成13年文部科学省検定済教科書中学校技術・家庭科用　技術・家庭　家庭分野』　（開隆堂出版株式会社、2002年）
- 『技術・家庭学習指導書　家庭分野　生活の自立と衣食住編1　健康的に楽しく食べる』　（開隆堂出版株式会社、2002年）
- 『技術・家庭学習指導書　家庭分野　家庭と家庭生活編2　消費生活と環境』　（開隆堂出版株式会社、2002年）
- 『平成17年文部科学省検定済教科書中学校技術・家庭科用　技術・家庭　家庭分野』　（開隆堂出版株式会社、2006年）

### 論文
- 『コリンエステラーゼ阻害にもとづく多摩川及び綾瀬川底質の毒性評価』　水質汚濁研究 （学術雑誌、1984年）
- 『銅汚染土壌に生育するバッコヤナギの銅結合タンパク質』　衛生化学 （学術雑誌、1988年）
- 『足尾の銅汚染地の植物中に見い出される2種の金属結合物質の銅毒性低減効果』　桐生短期大学紀要 （大学・研究所等紀要、1989年）
- 『国際的なフロン規制と日本の対応』　リサイクル文化 （1996年）
- 『高崎市と赤城山における地上到達UV-B照射量の変動』　高崎経済大学論集 （大学・研究所等紀要、1996年）
- 『野菜漬物の加熱殺菌・冷却時の中心品温推移とその酵母および乳酸菌に対する殺菌効果』　東武医学技術専門学校紀要 （大学・研究所等紀要、1996年）
- 『フロンからみた地球温暖化防止対策』　リサイクル文化 （1999年）
- 『前橋市における地表到達UV-B量の年間推移及びその生活への影響と対策について』　群馬大学教育学部紀要 芸術・技術・体育・生活科学編 （大学・研究所等紀要、1999年）
- 『LCA的方法による飲料容器の環境負荷に関する研究』　群馬大学教育学部紀要 芸術・技術・体育・生活科学編 （大学・研究所等紀要、2000年）
- 『学生の自動車使用と環境意識に関する研究』　群馬大学教育学部紀要 芸術・技術・体育・生活科学編 （大学・研究所等紀要、2001年）
- 『家庭における冷凍食品の環境負荷を考慮した利用の研究』　群馬大学教育学部紀要　芸術・技術・体育・生活科学編 （大学・研究所等紀要、2002年）
- 『群馬県の小中学校における食教育の現状』　群馬大学教育学部紀要　芸術・技術・体育・生活科学編 （大学・研究所等紀要、2003年）
- 『中学校における生活習慣病予防のための食教育の実効性に関する一考察』　群馬大学教育学部紀要　芸術・技術・体育・生活科学編 （大学・研究所等紀要、2004年）
- 『小・中学校において食領域における生活習慣病一次予防の指導が行われない要因に関する一考察』　群馬大学教育学部紀要　芸術・技術・体育・生活科学編 （2005年）
- 『食品用スチロールトレイの使用削減に関する消費者意識の研究』　群馬大学教育学部紀要　芸術・技術・体育・生活科学編 （2006年）

## 所属学会
- 日本薬学会
- 日本家政学会